# Prehistoryczne wędrówki ludzkości
Prehistoryczne wędrówki ludzkości – wędrówki wczesnych form człowieka rozumnego (Homo sapiens) od początku jego pojawienia się na Ziemi do czasów uznawanych za początki cywilizacji.

## Kolebka ludzkości
Od wielu lat przyjmuje się, że pierwsi przedstawiciele rodzaju Homo pojawili się w Afryce ok. 2,5 mln lat temu. Tam również pojawił się anatomicznie współczesny człowiek Homo sapiens sapiens prawdopodobnie ok. 250–200 tys. lat temu (mitochondrialna Ewa). Wskazują na to liczne odkrycia paleoantropologiczne oraz wyniki badań genetycznych (mtDNA). Wcześniej przyjmowano, że człowiek wyruszył na podbój świata z Afryki ok. 40 tys. lat temu. Obecnie wiadomo, że nastąpiło to znacznie wcześniej i nie ma pewności, który z przedstawicieli Homo dokonał tego pierwszy.

## Pożegnanie z Afryką

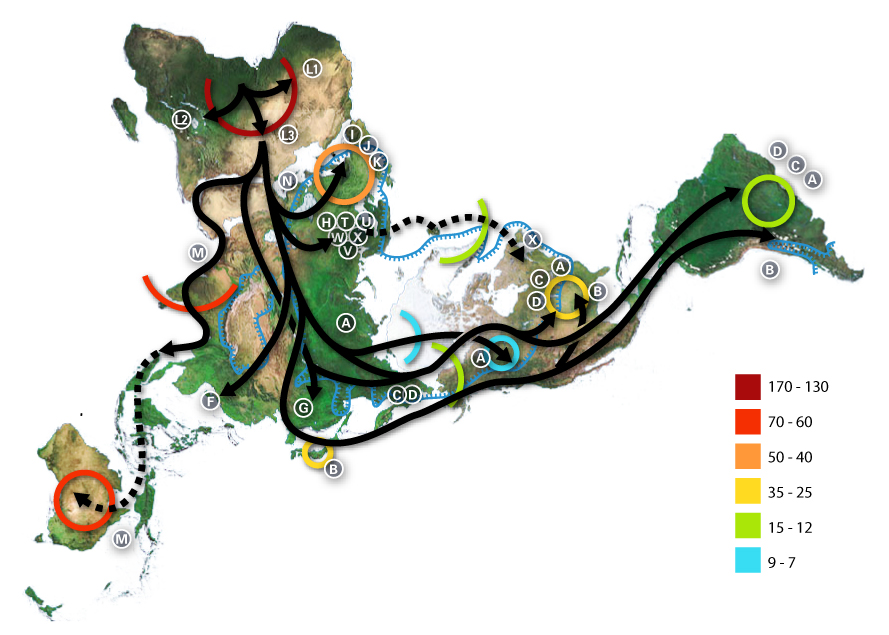
Migracje człowieka w oparciu o teorię mitochondrialnej Ewy

Tradycyjna i powszechnie przyjmowana teoria wyjścia z Afryki (ang. out of Africa) została przedstawiona po raz pierwszy prawdopodobnie w 1789 przez Jamesa Burnetta. Obecnie zwolennicy tej teorii szacują czas początków migracji na ok. 160–80 tys. lat temu. Człowiek przedostał się z Afryki na Bliski Wschód (rozważane są dwie możliwe drogi przejścia), a następnie jedna grupa udała się wzdłuż południowych wybrzeży Azji, aż do Australii a druga – na północ do Europy i Azji, by przez suchą wówczas Beringię dotrzeć do Ameryki Północnej i Południowej.

## Hipoteza multiregionalna
Opozycyjna hipoteza zaproponowana przez Franza Weidenreicha w 1930 zakłada, że wczesny przedstawiciel Homo – prawdopodobnie Homo habilis – wyemigrował z Afryki już ponad 1,5 mln lat temu (kwestionowane przez wielu naukowców odkrycie człowieka z Yuanmou jest datowane na 1,7 mln lat), a „dopełnienie” ewolucji do współczesnego anatomicznie człowieka nastąpiło w czasie jego wędrówki po Ziemi, nie wykluczając możliwości mieszania się z innymi współczesnymi mu gatunkami Homo. Zwolennicy tej teorii często sugerują traktowanie wszystkich przedstawicieli Homo jako jednego gatunku, który różnicował się (Radiacja adaptacyjna?)

## Człowiek w Australii
Ślady bytowania wczesnych ludzi w Australii i Tasmanii wskazują na zasiedlenie tych terenów ok. 60 tys. lat temu. Człowiek pojawił się tam przepływając z zajętej wcześniej Jawy, stanowiącej w okresie zlodowaceń część wielkiego półwyspu Sunda, obejmującego – dziś rozdzielone cieśninami – Półwysep Indochiński i Wielkie Wyspy Sundajskie. Także Australia, Tasmania i Nowa Gwinea stanowiły wtedy jeden ląd, zwany Sahul.

## Zasiedlenie Ameryki
W XX wieku upowszechniła się teoria o przybyciu pierwszych ludzi do Ameryki Północnej poprzez most lądowy Beringa ok. 12–11 tys. lat temu. Za takim okresem przemawiały ślady kultury Clovis. Zakładano, że człowiek przemieszczał się stopniowo w kierunku południowym, aby ostatecznie osiągnąć Ziemię Ognistą. Wędrówka mogła odbywać się zarówno drogą lądową jak morską – wzdłuż wybrzeży. Teoria ta napotkała jednak na kilka trudnych do wytłumaczenia sprzeczności. Odkrycia archeologiczne ostatnich dekad wskazują ślady bytowania człowieka w centralnych i południowych częściach Nowego Świata przynajmniej o kilka tysięcy lat wcześniej, tj. 15–12 tys. lat temu. Wielu badaczy sugeruje znacznie wcześniejszy okres, nawet 130 tys. lat temu. Uwzględniając możliwy czas rozprzestrzeniania się populacji przy tak dużych odległościach przejście przez Beringię musiałoby nastąpić znacznie wcześniej. Niezależnie od możliwości przejścia przez Beringię rozważane są również możliwości dotarcia do Ameryki drogą morską. Coraz więcej śladów wskazuje na to, że „pierwsi Amerykanie” korzystali z łodzi (najstarsze z dotychczas znalezionych prymitywnych łodzi datowane są na 9–8 tys. lat). Również zagęszczenie śladów stanowisk ludzkich w najstarszych warstwach na wschodnich wybrzeżach obydwu Ameryk zdaje się potwierdzać zasadność poważnego traktowanie tej możliwości. Inne koncepcje – przejścia przez tzw. pomost południowy lub przepłynięcia od strony Australii – uznaje się za mało prawdopodobne. Chociaż jest możliwe, iż przy niskim poziomie morza w okresie zlodowaceń, prąd północnopacyficzny płynął wzdłuż Beringii, nie dopuszczając do powstawania lodowców na tym terenie. W takim wypadku przejście drogą lądową byłoby możliwe.